# Carlo Morganti
Carlo Morganti (Santo Stefano Arno, 9 gennaio 1939) è un ex calciatore italiano, di ruolo difensore.

## Carriera
Dal 1961 al 1964 gioca in Serie A con il Mantova 84 partite segnando 5 gol
Nella stagione 1965-1966 gioca invece per il Padova in Serie B. Poi per tre stagioni milita nella Solbiatese in Serie C.